# Willem Bilderdijk
Willem Bilderdijk (Amsterdam, 7 settembre 1756 – Haarlem, 31 dicembre 1831) è stato un poeta olandese.
È stato anche storico, linguista e avvocato. Come letterato sperimentò tutti i generi, dall'ode alla tragedia, all'epigramma. La sua opera più importante è il poema incompiuto La fine del primo mondo (1810). La sua letteratura ha segnato il passaggio dal Neoclassicismo al Romanticismo nel suo Paese.

## Biografia
Bilderdijk era figlio di un medico di Amsterdam. All'età di sei anni un incidente al piede lo immobilizzò per dieci anni e così si abituò a studiare in modo continuo e intenso. I suoi genitori erano ardenti sostenitori della Casa d'Orange-Nassau, così Bilderdijk crebbe con forti convinzioni monarchiche e calviniste.
Completati gli studi all'Università di Leida, nel 1782 Bilderdijk ottenne il dottorato in diritto e cominciò la pratica forense con un avvocato dell'Aia. Tre anni dopo sposò Rebecca Woesthoven, ma fu un matrimonio infelice. Nel 1795 rifiutò di prestare giuramento di fedeltà all'amministrazione della neonata Repubblica Batava, pertanto fu obbligato a lasciare i Paesi Bassi. Andò ad Amburgo e poi a Londra, dove si fece un nome grazie alla sua grande cultura.
Qui ebbe come allieva Katharina Wilhelmina Schweickhardt (1776-1830), la figlia di un pittore olandese, anche lei poetessa. Quando Bilderdijk lasciò Londra nel giugno del 1797 per andare a Braunschweig, la donna lo seguì. Bilderdijk divorziò formalmente dalla prima moglie nel 1802 e sposò Katharina.
Nel 1806 i suoi amici lo convinsero a tornare nei Paesi Bassi, perché la Repubblica Batava era stata sostituita da una monarchia, il cui primo re fu Luigi Bonaparte, un fratello dell'imperatore di Francia, Napoleone Bonaparte. Luigi Napoleone ricevette benevolmente Bilderdijk, lo nominò suo bibliotecario, membro e poi presidente (1809-1811) dell'Accademia Reale delle Arti e delle Scienze dei Paesi Bassi. Bilderdijk insegnò al re l'olandese, anche se in un'occasione Luigi Napoleone disse al suo popolo che lui era il "Konijn van 'Olland" (il "coniglio d'Olanda"), invece che il "Koning van Holland" (il "Re d'Olanda"), perché aveva difficoltà con la pronuncia dell'olandese. In merito alla lingua inglese, assunse una posizione critica nei confronti di Matthias Siegenbeek, allora incaricato di stabilire le regole ortografiche della lingua olandese e che egli declinò nel suo trattato del 1804.
Dopo l'abdicazione di Luigi Napoleone, Bilderdijk cadde in miseria. Quando Guglielmo I dei Paesi Bassi salì al trono nel 1813, Bilderdijk sperava di ricevere un incarico come professore ma invece ebbe solo l'incarico di insegnante di storia a Leida. Continuò la sua energica campagna contro le idee liberali fino alla morte, che avvenne ad Haarlem il 18 dicembre 1831.
Bilderdijk fu il fondatore di un movimento spirituale chiamato "Het Réveil" (il risveglio), che cercava di dare una risposta cristiana alla Rivoluzione francese. Tra i suoi allievi ci furono Abraham Capadose, Willem de Clercq, Guillaume Groen van Prinsterer e soprattutto Isaac da Costa, che definiva il suo maestro "anti-rivoluzionario, anti-Barneveltiano, anti-Loevensteiniano, anti-liberale".
La collezione del Museo Bilderdijk (Bilderdijkmuseum, Amsterdam) contiene non solo manoscritti di Bilderdjk (lettere e appunti), ma anche oggetti particolari, come i calchi della sua mano destra.